# Olger Guzmán
Olger Guzmán Murillo (Liberia, 7 de abril de 1987) es un futbolista costarricense que juega como mediocampista y actualmente milita en el Municipal Grecia de la Segunda División de Costa Rica.

## Clubes
| Club             | País       | Año               |
| ---------------- | ---------- | ----------------- |
| Alajuelense      | Costa Rica | 2009 - 2010       |
| Municipal Grecia | Costa Rica | 2010 - 2011       |
| Belén FC         | Costa Rica | 2011 - 2013       |
| Jacó Rays        | Costa Rica | 2013 - 2014       |
| Tilarán FC       | Costa Rica | 2015 - Actualidad |